# ووهیتسائوکا
ووهیتسائوکا (به لاتین: Vohitsaoka) یک منطقهٔ مسکونی در ماداگاسکار است که در ناحیه آمبالاوائو واقع شده‌است. ووهیتسائوکا ۱۰٬۰۰۰ نفر جمعیت دارد و ۸۶۰ متر بالاتر از سطح دریا واقع شده‌است.